# Episodi di Doppia sentenza (serie televisiva 1969) (prima stagione)
La prima stagione della serie televisiva Doppia sentenza è stata trasmessa in anteprima nel Regno Unito dalla BBC One tra il 20 novembre 1969 e il 12 marzo 1970.
| nº | Titolo originale           | Titolo italiano | Prima TV UK      | Prima TV Italia |
| -- | -------------------------- | --------------- | ---------------- | --------------- |
| 1  | Arrival                    |                 | 20 novembre 1969 |                 |
| 2  | Exercise                   |                 | 27 novembre 1969 |                 |
| 3  | Diversion                  |                 | 4 dicembre 1969  |                 |
| 4  | The Spoilt Ones            |                 | 11 dicembre 1969 |                 |
| 5  | To Protect the Innocent... |                 | 18 dicembre 1969 |                 |
| 6  | Any Other Night            |                 | 1º gennaio 1970  |                 |
| 7  | The Aggro Boy              |                 | 8 gennaio 1970   |                 |
| 8  | Standing Orders            |                 | 15 gennaio 1970  |                 |
| 9  | Private Mischief           |                 | 22 gennaio 1970  |                 |
| 10 | Open and Shut              |                 | 29 gennaio 1970  |                 |
| 11 | Sprats and Mackerels       |                 | 5 febbraio 1970  |                 |
| 12 | Like Any Other Friday...   |                 | 12 febbraio 1970 |                 |
| 13 | Power of the Press         |                 | 19 febbraio 1970 |                 |
| 14 | Trust a Woman              |                 | 26 febbraio 1970 |                 |
| 15 | The Hermit                 |                 | 5 marzo 1970     |                 |
| 16 | Escort                     |                 | 12 marzo 1970    |                 |